# Alexander Conrady
Alexander Conrady (16 de julio de 1903 - 21 de diciembre de 1983) fue un general alemán durante la II Guerra Mundial que comandó la 36.ª División de Infantería. Fue condecorado con la Cruz de Caballero de la Cruz de Hierro con Hojas de Roble de la Alemania Nazi. Conrady fue hecho prisionero por las tropas soviéticas durante la Operación Bagration en la noche del 30 de junio de 1944 mientras viajaba en un semioruga que contenía otros dos generales alemanes, el General Hoffmeister y el General Engel. Primero se reportó como desaparecidos pero después se reveló que habían sido capturados. Fue liberado en 1955.

## Condecoraciones
- Premio al Largo Servicio en la Wehrmacht 3ª Clase (2 de octubre de 1936)[3]
- Cruz de Hierro (1939) 2ª Clase (4 de octubre de 1939) & 1ª Clase (2 de julio de 1940)
- Medalla del Frente Oriental (16 de julio de 1942)[3]
- Insignia de Asalto de Infantería (23 de noviembre de 1941)[3]
- Cruz Alemana en Oro el 24 de diciembre de 1941 como Mayor en el I./Infanterie-Regiment 118 (motorizado)[4]
- Cruz de Caballero de la Cruz de Hierro con Hojas de Roble
  - Cruz de Caballero el 17 de octubre de 1942 como Oberstleutnant y comandante del I./Infanterie-Regiment 118[5]
  - 279ª Hojas de Roble el 22 de agosto de 1943 como Oberst y comandante del Grenadier-Regiment 118[6]